# Luftvorwärmer
Luftvorwärmer, kurz LuVo, ist in der Kraftwerkstechnik eine Komponente, die zum Vorwärmen der Verbrennungsluft dient.

## Grundlagen
Für die Wärmeerzeugung in konventionellen Wärmekraftwerken wird Verbrennungsluft benötigt. Die Flammentemperatur ist abhängig von der Temperatur der Verbrennungsluft, da bei kalter Verbrennungsluft ein Teil der Verbrennungsluft für die Erwärmung der Luft verbraucht wird. Als erste Maßnahme wird in Kraftwerken üblicherweise die Verbrennungsluft unter der Kesselhausdecke angesaugt, da diese durch Abstrahlverluste und Konvektionsverluste erwärmt ist. Allerdings ist im Anfahrbetrieb diese Luft noch zu kalt. Dies ist notwendig um eine zuverlässigen Verbrennungsprozess im Kessel zu haben und Tauwasserbildung vor allem beim Anfahren des Kraftwerkes zu begrenzen.
Als Nachteil kann der Platzbedarf für Luftvorwärmer und die Luftkanäle für den Anschluss gelten. Durch den Luftwiderstand in den Luftkanälen sind stärke Frischlüfter oder Sauggebläse notwendig. Durch Luftvorwärmer kann es zu einer zu heißen Verbrennung kommen, was Thermische NOx verursacht und die Materialien größeren thermischen Belastungen aussetzt.

## Dreh-LuVo
Dreh-LuVos funktionieren nach dem Prinzip des Rotationswärmeübertragers. Die Wärmeenergie wird den Abgasen entnommen. Allerdings dürfen die Rauchgase nicht komplett heruntergekühlt werden, da für die Rauchgasreinigung und für den Kamineffekt noch eine bestimmte Temperatur notwendig ist. Beim Anfahren eines Kraftwerkblockes stellt der Dreh-LuVo noch keine Vorwärmung zur Verfügung, da er noch angeheizt werden muss.

## Dampf-LuVo
Alternativ gibt es Dampf-LuVos, die während des Anfahrens mit dem Hilfsdampferzeuger versorgt werden. Nach dem Aufheizen des Kellers wird er aus Anzapfungen der Turbinen erzeugt. Allerdings geht Leistung für die Stromerzeugung verloren.

## Heißwasser-LuVo
Die Versorgung erfolgt mit Warmwasser. Im Gegensatz zum Dampf-Luvo geschieht es mit weniger Temperaturunterschied für das Vorwärmen vorhanden. Andererseits muss das Material für geringere Druck und Temperaturen ausgelegt werden.

## Vorgeschaltete Gasturbine
Eine weitere Möglichkeit die Verbrennungsluft vorzuwärmen, ist es eine Gasturbine vorzuschalten. Diese hat im Abgasstrom noch ausreichend Sauerstoff, um mit den Abgasen den Kessel zu betreiben. Auch auf den Einbau eines Rezirkulationsgebläses kann verzichtet werden.